# Eduard Heine
Pour les articles homonymes, voir Heine.
Eduard Heine (15 mars 1821, Berlin - 21 octobre 1881, Halle) est un mathématicien prussien célèbre pour ses résultats sur les fonctions spéciales et l'analyse réelle. Il a notamment étudié les séries hypergéométriques simples.

## Biographie
Heine fit ses études secondaires à Berlin puis étudia les sciences exactes et naturelles successivement à Göttingen, Berlin et Kœnigsberg. Il soutint sa thèse de doctorat, consacrée aux harmoniques sphériques de seconde espèce, en 1842 à Berlin. Il enseigna d’abord à Bonn, où il passa sa thèse d'habilitation en 1844 et devint professeur en 1848, puis opta pour la chaire de mathématiques de l’université de Halle en 1856. Au cours de ces années, il se consacra principalement à la théorie du potentiel, à la théorie des fonctions d'une variable réelle et aux équations aux dérivées partielles. Il étudia systématiquement les fonctions spéciales comme solutions particulières ou générales des équations du second ordre : développements en harmoniques sphériques, par les polynômes de Legendre, les fonctions de Lamé, les fonctions de Bessel, le rayon de convergence des séries entières, les fractions continues et l'emploi des fonctions elliptiques.
Il fut élu membre correspondant de l’Académie royale des sciences de Prusse en 1863, membre correspondant (1865) puis titulaire (1878) de l’Académie des sciences de Göttingen.
Il a été inhumé au cimetière de Stadtgottesacker à Halle.
Sa sœur Albertine a épousé Paul Mendelssohn-Bartholdy, le frère de Felix Mendelssohn Bartholdy. Sa fille Anselma Heine (de) est une écrivaine.

## Œuvres
Il a laissé son nom au théorème de Heine relatif aux  fonctions continues, qui énonce que toute fonction continue sur un ensemble compact est uniformément continue, et au théorème de Heine-Borel. Ses recherches sur les séries de Fourier forment le point de départ des travaux de Georg Cantor qui mèneront à la théorie des ensembles.
- Manuel des fonctions sphériques [« Handbuch der Kugelfunktionen »], Berlin, Reimer, 1861 (réimpr. 2e (1881), 3e (1961)), deux vol. 1878, 1881.